# Bioaeroszol
A bioaeroszol olyan keverék, amely egy légnemű közegből és a benne szétoszlatott, biológiai eredetű, apró részecskékből áll. Ezek az apró részecskék lehetnek élők vagy élettelenek, pl. gombák, pollenek, baktériumok, vírusok, endotoxinok, lignin-szerű vegyületek.
A bioaeroszol szétoszlatott részecskéi általában légmozgás által kerülnek az atmoszférába földi és vízi ökoszisztémákból. Az óceáni felületek fölött vízpermetből és buborékokból jutnak az légkörbe. A levegőbe jutva lokálisan vagy globálisan is terjedhetnek: a kisebb szelek felelősek a helyi szétoszlatásért, míg a trópusi viharok képesek akár kontinensek közötti mozgatásra is.

## Definíció
A bioaeroszol elnevezés magában hordozza az aeroszol régi és új definíciójának különbségéből adódó ellentmondásokat. Ezek az ellentmondások arra vezethetők vissza, hogy az IUPAC legutóbbi meghatározása szerint az aeroszolok eloszlatott részecskéi méretben 1 nanométer és 1 mikrométer között mozognak, míg a régebbi definíció szerint a jellemző részecskeméret 10 nanométer és 100 mikrométer közötti érték volt. Ennek értelmében a bioaeroszol kifejezés használata sok esetben megkérdőjelezhető, hiszen a részecskeméret gyakorta nagyobb 1 mikrométernél, pl. a baktériumok mérete 0,2-2 mikrométerig, a polleneké pedig 15-200 mikrométerig terjed általában.

## Szerepe a betegségek terjedésében
A bioaeroszolok továbbíthatnak mikrobiális kórokozókat, endotoxinokat és allergéneket, melyekre az emberek érzékenyek lehetnek. Egy jól ismert eset a meningococcus baktérium által okozott járvány kitörése volt a Szubszaharai Afrikában, mely a száraz időszakok homokviharaihoz volt köthető. Egy másik esetben az emberi légzőszervi problémák gyakoriságának növekedését figyelték meg a Karib-térségben, amelyet az Atlanti-óceán fölött áthaladó homokviharok által szállított bioaeroszolok, peszticidek és nehézfémek okozhattak.

## Fordítás
Ez a szócikk részben vagy egészben  a   Bioaerosol című angol Wikipédia-szócikk ezen változatának fordításán alapul.  Az eredeti cikk szerkesztőit annak laptörténete sorolja fel. Ez a jelzés csupán a megfogalmazás eredetét és a szerzői jogokat jelzi, nem szolgál a cikkben szereplő információk forrásmegjelöléseként.